# Hypodynerus akros
Hypodynerus akros är en stekelart som beskrevs av Willink 1970. Hypodynerus akros ingår i släktet Hypodynerus och familjen Eumenidae. Inga underarter finns listade i Catalogue of Life.